# Frank Hampson
Frank Hampson (Audenshaw, 21 de diciembre de 1918 - Surrey, 8 de julio de 1985) fue un ilustrador británico, conocido por ser el creador y dibujante de Dan Dare y otros personajes de cómic para la revista Eagle, en la cual colaboró entre 1950 y 1961. 

## Obra
Frank Hampson escribió y dibujó las historias de Venus y Red Moon de Dan Dare, además de la línea argumental para Operation Saturn. Sin embargo, Hampson dibujó solo parte de esta última y su guion fue alterado cuando la serie pasó a sus ayudantes.